# Pegiringan
Pegiringan is een bestuurslaag in het regentschap Pemalang van de provincie Midden-Java, Indonesië. Pegiringan telt 8993 inwoners (volkstelling 2010).